# Mikael Marcimain
Mikael Marcimain, né le 17 mars 1970 à Stockholm, est un réalisateur suédois, dont le père est guadeloupéen.
Il est connu pour les séries télévisées Upp till kamp et Lasermannen ainsi que les films Call Girl (2012) et Gentlemen (2014).

## Filmographie

### Télévision
- 1999 : Ett litet rött paket
- 2002 : Skeppsholmen
- 2004 : Graven
- 2005 : Lasermannen
- 2007 : Upp till kamp
- 2014 : Gentlemen
- 2020 : Horizon Line
- 2020 : The Hunt for a Killer
- 2023 : Händelser vid vatten

### Cinéma
- 2012 : Call Girl